# École nationale supérieure des ingénieurs de l'infrastructure militaire
Pour les articles homonymes, voir ENSIM.
L’École nationale supérieure des ingénieurs de l'infrastructure militaire (ENSIM) est l'école de formation du service d'infrastructure de la défense. 
Elle est notamment chargée d’assurer la formation initiale des ingénieurs militaires de l’infrastructure (IMI), ainsi que de l’ingénierie de formation continue des militaires et agents civils du service d’infrastructure de la défense.
Créée en 2010, elle est située à Angers au sein du quartier Eblé. Son drapeau lui a été remis le 18 juillet 2012 des mains du directeur central, le général de corps aérien Gérard Vitry.
Son directeur est l’ingénieur en chef Jean-Yves Picaut depuis l’été 2022.

## Historique
L'ENSIM est l’héritière des écoles d’ingénieurs militaires Françaises, notamment :
- L’École supérieure du génie militaire (ESGM) de Versailles, dissoute en 1995,
- L’École nationale des travaux maritimes (ENTM) de Vaulx-en-Velin, dissoute en 2010,
- L’École supérieure et d’application du génie (ESAG) d’Angers, renommée aujourd'hui École du génie (EG).

Elle trouve son origine à la création du service d'infrastructure de la Défense, service unique consacré à l'infrastructure pour le ministère des Armées, par la fusion des services constructeurs des trois armées. Elle est née en 2010 d’un partenariat entre le ministère des Armées et Arts et Métiers ParisTech dans le but de former les officiers ingénieurs militaires de l’infrastructure de carrière du service d'infrastructure de la Défense.
Depuis 2019, elle assure en outre l’ingénierie des formations continues relatives aux métiers de l’infrastructure militaire au profit de tous les collaborateurs du service d'infrastructure de la Défense.

## Organisation et attributions
Depuis l’été 2022, l’ENSIM est organisée de la manière suivante :
- une direction,
- une division de la formation des métiers de l’infrastructure,
- une division de la formation initiale,
- une division de l'enseignement scientifique (transfert de la division depuis l'École du génie en juillet 2022).

### La direction de l’école
Directeurs successifs depuis la création de l’école :
| Années de fonction | Grade                                 | Nom du directeur | École d’origine |
| 2011 - 2013        | Général de division (Terre)           | Bernard Bruder   | ESM Saint-Cyr   |
| 2013 - 2016        | Général de brigade (Terre)            | Olivier Charnin  | ESM Saint-Cyr   |
| 2016 - 2018        | Ingénieur général de 1re classe (IMI) | Jean Servière    | ENTM            |
| 2018 - 2020        | Ingénieur général de 1re classe (IMI) | Guy Retat        | ESM Saint-Cyr   |
| 2020 - 2022        | Ingénieur général de 1re classe (IMI) | Hervé Foubert    | ESM Saint-Cyr   |
| 2022 -             | Ingénieur en chef de 1re classe (IMI) | Jean-Yves Picaut | École de l'air  |

### La division de la formation des métiers de l’infrastructure
La division de la formation des métiers de l’infrastructure est essentiellement chargée :
- de mettre en œuvre la politique de formation du service d’infrastructure de la défense,
- d’assurer l’ingénierie de la formation pour les formations initiales, continues et d’adaptation relatives aux métiers de l’infrastructure.

Cette direction déléguée est basée au sein du quartier Eblé à Angers.

### La division de la formation initiale
La division de la formation initiale, auparavant direction des études, est chargée d’assurer la formation des ingénieurs militaires de l’infrastructure de carrière.
Cette division est basée au sein du campus Arts et Métiers d’Angers.
Chefs successifs de la division depuis la création de l’école :
| Années de fonction | Grade                                | Nom du directeur      | École d’origine                  |
| 2011 - 2015        | Ingénieur en chef de 2e classe (IMI) | Luc Ortuno            | École militaire interarmes       |
| 2015 - 2019        | Ingénieur en chef de 2e classe (IMI) | Thierry Chapelet      | École de l'air                   |
| 2019 - 2023        | Ingénieur en chef de 2e classe (IMI) | David Brenon          | Arts et Métiers ParisTech        |
| 2023 -             | Ingénieur principal (IMI)            | Thierry Perrin-Bayard | École d'architecture de Grenoble |

### La division de l'enseignement scientifique
La division de l'enseignement scientifique est chargée de dispenser la formation continue au profit des militaires et des agents civils du SID.
C'est cette division qui est notamment chargée de la formation des conducteurs de travaux qui sont issus des 3 armées et qui suivent une scolarité d'un an au sein de la division avant d'être affectés dans une unité du service d’infrastructure de la défense. Les sous-officiers issus de l'armée de terre obtiennent à l'issue de leur scolarité le Brevet Militaire de 2e niveau (BM2) dans la spécialité « Techniques des opérations d'infrastructure » (TOI).

## La formation des ingénieurs militaires d'infrastructure
La formation des ingénieurs militaires d'infrastructure se répartit en deux grands ensembles de formation sur quatre années :
- la formation militaire de l’officier (la première année) ;
- la formation d'ingénieur (les 2e,3e et 4e années) ;

Cette scolarité débouche sur l’attribution d’un diplôme d'ingénieur généraliste de l'École nationale supérieure d'Arts et Métiers.
L'année de formation militaire s’organise comme suit : incorporation, formation militaire initiale, formation initiale d'officier, stage en corps de troupe et stage de cohésion. 

### Incorporation
Une semaine d’incorporation à l’ENSIM au sein de l'École du génie, fin août. Durant cette période, les activités principales sont les formalités administratives, la visite médicale, la perception du paquetage et l'apprentissage des premiers rudiments de l'instruction militaire. Quelques activités de cohésion et le partage de moments forts de tradition permettent de commencer à forger un esprit de promotion.

### Formation militaire initiale
Formation militaire de 3 à 4 semaines (de début septembre à début octobre) au sein du camp de La Courtine dans la Creuse. Ils réalisent cette formation de manière conjointe avec les élèves de l'école polytechnique ainsi que les élèves ingénieurs des études et techniques de l'armement de l'ENSTA Bretagne. Les élèves vont apprendre les bases du soldat, la vie en collectivité, le tir. Ils participent à des activités sur le terrain afin de mettre en pratique les enseignements reçus, de nombreuses activités sportives jalonnent également la formation.
À l'issue de cette formation, les élèves réalisent un rallye de synthèse et recevront à l'issue leurs « alphas », premier attribut de grade d'élève-officier.

### Formation initiale de l'officier
Les élèves vont choisir l'armée dans laquelle ils souhaitent réaliser leur stage et vont pour cela réaliser leur formation d'officier au sein de l'École militaire des aspirants de Coëtquidan, de l'École navale ou de l'École de l'air et de l'espace, en fonction du choix effectué par l’élève à l’issue de sa formation militaire initiale.
Pour les élèves présentant les capacités nécessaires, est ouverte une place au sein de École des fusiliers marins de Lorient.
Cette formation dure entre 6 et 12 semaines selon l'école d'officier choisie.

### Stage en corps de troupe
Une fois leur formation d'officier terminée, les élèves vont être placés en stage dans une unité opérationnelle de l'Armée de terre, de l'Armée de l'air et de l'espace ou de la Marine nationale.  Au cours de ce stage, ils découvrent concrètement la vie d'un régiment, d'une base aérienne ou d'un bâtiment de la marine, en situation de commandement et en participant à la vie de l'unité.

### Stage de cohésion
Au début du mois de juin, tous les élèves rejoignent l'ENSIM pour pouvoir réaliser des stages de cohésion, notamment un stage d'initiation commando au Fort de Penthièvre, un aguerrissement montagne au Groupement d'aguerrissement en montagne (GAM) de Modane. Au cours de cette période, les élèves vont réaliser leur soutenance concernant leur stage en unité et vont préparer leur cérémonie de baptême de promotion qui se déroule généralement début juillet et qui clôt leur année de formation militaire.